# Carlos S. Camacho

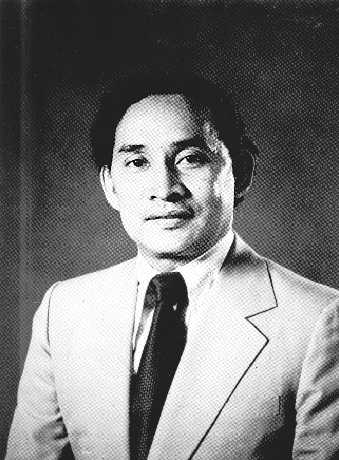
Carlos Sablan Camacho, um 1980

Carlos Sablan Camacho (* 27. Februar 1937 auf Saipan) ist ein US-amerikanischer Politiker. Zwischen 1978 und 1982 war er Gouverneur der Nördlichen Marianen.

## Werdegang
Carlos Camacho studierte an der University of Hawaii. Daran schloss sich ein Medizinstudium an der Fiji School of Medicine auf den Fidschiinseln an. Nach seiner Zulassung als Arzt praktizierte er bis 1967 in diesem Beruf. Danach begann er eine politische Laufbahn. Er wurde Mitglied im Kongress von Mikronesien. Zwischen 1969 und 1977 war er Gesundheitsminister (Chief Medical Officer) der Nördlichen Marianen. Von 1975 bis 1977 leitete er die Ortsgruppe der Demokratischen Partei auf Saipan. Im Jahr 1976 war er auch Delegierter auf einem Verfassungskonvent seiner Heimat.
Im Jahr 1977 wurde Camacho zum ersten Gouverneur des neuen US-Außengebietes gewählt. Dieses Amt bekleidete er zwischen 1978 und 1982. Danach fiel das Amt an den Republikaner Pedro Tenorio. Nach dem Ende seiner Zeit als Gouverneur ist Carlos Camacho politisch nicht mehr in Erscheinung getreten.